# Продан, Карла
Карла Продан (хорв. Karla Prodan; 29 августа 1998 года) — хорватская дзюдоистка. Бронзовый призёр чемпионата Европы.

## Биография
Родилась в 1998 году.
На юношеском чемпионате Европы в 2018 году она завоевала серебряную медаль. В 2020 году на чемпионате Европы среди спортсменов не старше 23-х лет смогла завоевать серебряную медаль в весовой категории до 78 кг.
В 2020 году на чемпионате Европы в ноябре в чешской столице, Карла смогла завоевать бронзовую медаль турнира в категории до 78 кг. В полуфинале уступила немецкой спортсменке Луизе Мальцан.